# Quartet de corda núm. 4 (Xostakóvitx)
El Quartet de corda núm. 4 en re major, op. 83, va ser compost per Dmitri Xostakóvitx el 1949. Va ser estrenat pel Quartet Beethoven (Dmitri Tsiganov, Vassili Xirinski, Vadim Borissovski, Serguei Xirinski) el 3 de desembre de 1953 a la Sala Gran del Conservatori de Moscou. El va dedicar al pintor Piotr Viliams.

## Estructura
L'obra té quatre moviments amb una durada aproximada de 22 minuts:
1. Allegretto
2. Andantino
3. Allegretto (attacca)
4. Allegretto